# Albert Walch
Albert Walch (* 10. Oktober 1816 in Augsburg; † 25. März 1882 in Bern) war ein deutscher Maler, der in Bern tätig war.

## Leben
Albert Walch war der Sohn des Malers und Verlegers Johann Sebastian Walch (1787–1840). Er erhielt seine Ausbildung ab 1833 an der Münchner Kunstakademie bei Peter von Cornelius. Danach arbeitete er zunächst im Verlag seines Vaters bzw. Bruders Adolf Walch (1815–1886), bis er 1847 bis 1849 nach Rom ging. Seit 1849 lebte er in Bern, wo er von 1871 bis zu seinem Tod auch als Lehrer an der Kunstschule tätig war.

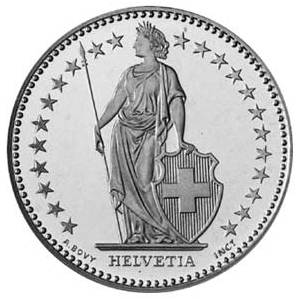
Stehende Helvetia

Er malte Porträts, Historien- und Genrebilder, entwarf Festdekorationen, Münzen und kunstgewerbliche Gegenstände. Die Entwürfe für die stehende Helvetia und den Kopf der Helvetia für die Schweizer Münzen sind seine bis heute bekanntesten.

## Werke
- 68 Bilder aus der biblischen Geschichte des alten Testamentes nach Zeichnungen von Albert Walch. Mit Text für die Jugend bearbeitet. Verlag der Joh. Walch’schen Kunst- und Landkartenhandlung, Augsburg 1843 (17 lithographische Tafeln mit 68 Zeichnungen von Albert Walch).
- Bilder aus der biblischen Geschichte des alten und neuen Testamentes mit Text für die Jugend bearbeitet nach Zeichnungen von Albert Walch. Walch, Augsburg 1847 (27 Tafeln mit 108 kolorierten Stahlstichen nach Zeichnungen von Albert Walch).
- Eduard von Ambach: Der Allerseelensonntag, oder: die Macht der Leidenschaften eine Erzählung aus der französischen Schreckenszeit und dem korsischen Befreiungskampfe; für die reifere Jugend; mit einem Stahlstiche. Jenisch und Stage, Augsburg 1843, 2. Auflage 1854 (1 Stahlstich nach Albert Walch von Carl Mayer, Abbildung).
- Eduard von Ambach: Vaterlandsliebe und Treue in Kampf und Tod, oder Richard der edle Gebirgsjäger am Königs-See: eine historische Erzählung für die reifere Jugend. Jenisch und Stage, Augsburg 1843 (1 Stahlstich nach Albert Walch von Carl Mayer, Abbildung).

- Porträt des Eisenhändlers Franz Anton Hug, Augsburg, Lithographie 1846
- Porträt Karl Siller, Augsburg, Lithographie 1846
- Porträt des Weinhändlers Franz Joseph Michel, Augsburg, Lithographie 1846
- zahlreiche Porträts Berner Bürger[2]

Münzentwürfe
- 1874: Zweifrankenstück, stehende Helvetia (geprägt bis heute)
- 1875: Einfrankenstück und ½ Frankenstück, stehende Helvetia (geprägt bis heute)
- 1883: 20 Franken-Goldmünze, Kopf der Helvetia (geprägt auf zahlreichen Schweizer Münzen bis heute)[3]